# مارتيلاغو
مارتيلاغو هيبلدية (كوميون) في البندقية|مدينة البندقية، في منطقة فينيتو الإيطالية. تبعد قرابة 15 كيلومتر (9 ميل) شمال غرب البندقية.

## روابط خارجية
- خريطة الشارع من (خرائط جوجل)